# 1974 en sociologie
| Années de la sociologie : 1971 - 1972 - 1973 - 1974 - 1975 - 1976 - 1977    |
| Décennies de la sociologie : 1940 - 1950 - 1960 - 1970 - 1980 - 1990 - 2000 |

Cet article présente les événements de l'année 1974 dans le domaine de la sociologie.

## Publications

### Livres
- Raymond Boudon, Education, opportunity, and social inequality : changing prospects in Western society.
- Randall Collins, Conflict Sociology.
- Oliver Cox, Jewish Self-Interest and Black Pluralism.
- Erving Goffman, Frame Analysis.
- Charles Tilly, (ed.) The Formation of national States in Western Europe.

## Congrès
- VIIIe congrès de l'Association internationale de sociologie — Toronto, Canada.

## Autres
- Dernière réunion de la London Positivist Society.
- Peter M. Blau devient président de l'Association américaine de sociologie.